# 丸の内消防署
丸の内消防署（まるのうちしょうぼうしょ）は、東京都千代田区大手町一丁目にある東京消防庁第一消防方面本部に所属する消防署。

## 所在地
- 東京都千代田区大手町一丁目3番5号（東京消防庁構内）
  - 交通：竹橋駅から徒歩2分、大手町駅から徒歩3分

## 出張所
- 有楽町出張所
  - 千代田区有楽町一丁目9-2
  - 交通：有楽町駅から徒歩3分、日比谷駅から徒歩1分

## 沿革
- 大正12年11月1日 - 東京市麹町区永楽町に第一消防署丸ノ内派出所として創設。「レーランド」消防車1台、署員12名
- 大正13年2月 - 本庁直轄部隊となり、警視庁消防部丸ノ内派出所と改称。「アーレンス・フォックス」消防車1台、署員25名。
- 大正13年9月30日 - 丸ノ内消防分署と改名。
- 大正15年7月1日 - 丸之内消防署に昇格。 「アーレンス・フォックス」消防車2台、署員37名。
- 昭和4年12月24日 - 警視庁本部庁舎に「宝田出張所」を設置。
- 昭和10年5月14日 - 丸ノ内消防署と改称。
- 昭和15年3月10日 - 有楽町警備派出所を開設。
- 昭和17年1月20日 - 八重洲臨時消防派出所の開設
- 昭和17年11月1日 - 有楽町警備派出所が有楽町消防派出所に昇格。
- 昭和18年1月1日 - 内幸町消防派出所を開設。
- 昭和24年8月23日 - 丸ノ内消防団発足。
- 昭和26年3月1日 - 丸の内消防署と改称。管内から神田消防署が分離する。
- 昭和49年9月10日 - 有楽町出張所開所。

## 管轄区域
- 丸の内消防署 本署

大手町、丸の内、千代田、皇居外苑
- 有楽町出張所

有楽町、内幸町、霞が関（1丁目のみ）、日比谷公園